# 電球

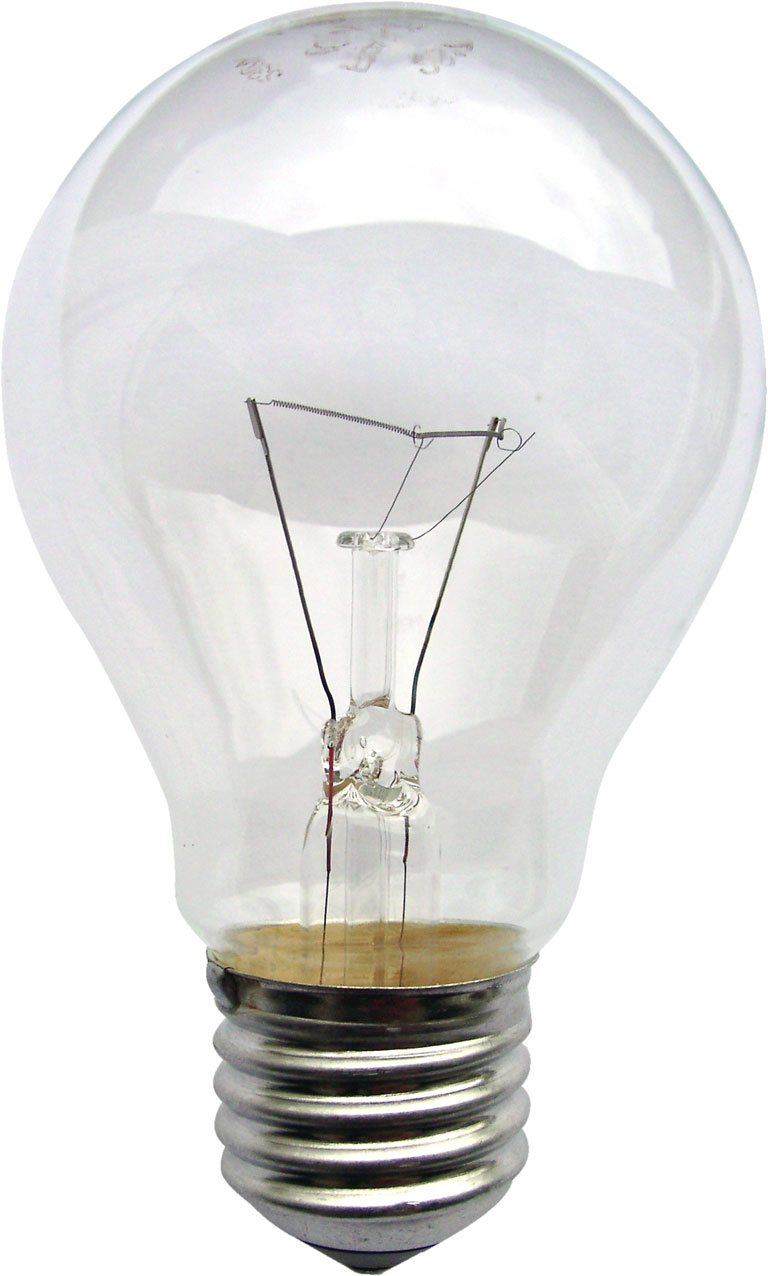
白熱電球

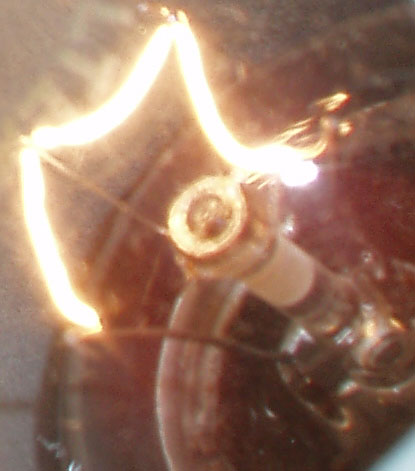
白熱電球内のフィラメントが発光している様子

電球（でんきゅう、英語:light bulb）とは、殻内のフィラメントや他の発光素子に電流を流して発光させる、電気による光源（ランプ）である。

## 概要
照明用光源を発光原理により分類すると、白熱（白熱電球）のほか、放電やエレクトロルミネスセンス（EL）に分けられる
商品分類では「電球」の下に幅広く一般照明用電球（LED電球を含む）、蛍光ランプ、その他の放電ランプ（水銀灯、紫外線灯、殺菌灯、ネオン灯、アーク灯、ナトリウムランプ、キセノンランプ、HIDランプ等）を分類している。
学術的には発光体の白熱を発光原理とする一般白熱電球やハロゲン電球は電球に含ませる一方、アーク灯、蛍光ランプ、HIDランプ、ナトリウムランプ、LEDは「電球以外の光源」に挙げることがある（石﨑有義「白熱電球の技術の系統化調査」の「8.電球以外の光源」参照）。
典型的な白熱電球は洋なし形（PS形）のガラス球（バルブ）内に発光体のフィラメントを収めている。ガラス球はフィラメントを保護し、内部を真空にすることでフィラメントの酸化（燃焼）を防いでいる。特に一般照明用の電球の内部にはフィラメントの寿命を保たせるため、不活性ガス（一般的にはアルゴンと窒素が9対1の比率のもの）が封入される。また、白熱を利用するフィラメントは、初期にはカーボンが利用されたが、1913年（大正2年）には東京電気（東芝の前身）が融点の高いタングステンを利用した電球の量産に成功。3倍の光力があったため普及した。
20世紀中ごろになると、白熱電球よりも高効率の蛍光ランプが登場し、光源の主流も蛍光ランプに移った。電球の基本開発も1930年代中ごろにはほぼ完結し、それ以降は量産技術の開発やHIDなど新しい光源の開発に技術開発も移行した。
さらに環境問題対策として、低効率の電球の生産中止が世界的に進み、白熱電球の生産中止などの計画が進んでいる。

## 電球の種類

### 構造による分類
フィラメントを通電加熱して発光させるランプを白熱電球といい、一般電球とハロゲン電球に分けられる。
- 一般電球 - 白熱電球のうちハロゲン電球は形状や特性が多少異なるため分けて扱われており、ハロゲン電球以外の一般的な白熱電球は一般電球に分類される[1]。
  - 真空電球 - ガラス球内を真空にした白熱電球[5]。
  - ガス入り電球 - アルゴンなど不活性ガス入りの白熱電球[5]。電球は点灯するとガラス球の内側が黒くなる黒化が生じるが、不活性ガスを封入することで黒化を抑え明るく長寿命にすることができる[5]。
- ハロゲン電球 - 不活性ガスとともにハロゲンガスを微量封入した電球[5]。

なお、先述のように商品分類では蛍光ランプやその他の放電ランプも広く「電球」に含めている。これらの構造の詳細については各記事を参照。

### 形状による分類
- 一般照明用電球 - 最も多く利用されている形状の電球で、ガラス球の内部にシリカ粉末を塗布して眩しさを和らげている白色塗装タイプと透明なままの透明タイプがある[3]。
- ボール電球 - より球形に近いボール形状の電球[3]。
- 反射型電球 - 電球内部に反射鏡を付けていて、反射笠に取り付けなくても投光照明ができる電球[3]。
- 小形一般照明用電球 - クリプトンガスを封入した小型で長寿命の電球[3]。
- 小丸電球 - 常夜灯や保安灯などに利用される小型で低ワット・長寿命の電球[3]。
- ビーム電球 - 前面にガラス、後面に反射鏡をつけた集光性に優れた電球[3]。

## 歴史

### 発明
白熱の発光原理は1802年にイギリスの王立科学研究所の化学者ハンフリー・デービー（Humphry Davy）が、ボルタ電池を電源に使用し、白金線に通電加熱すると光を得られることを示したことに始まった。
記録に残る最初の白熱電球は1820年にイギリスのデ・ラ・ルーエ（De la Rue）が製作したもので、ガラス管に白金コイルを入れた構造のランプであった。また、電球の最初の特許はイギリスのフレドリック・デ・モーリン（Frederick De Moleyns）が1841年に取得したもので、球形のガラスグローブに白金コイルを収めた構造のランプであった。
実用的なカーボン電球は1878年にイギリスのジョゼフ・スワンにより発明されたが、技術的には1865年にハーマン・スプレンゲル（en:Hermann Sprengel）が発明していた水銀真空ポンプを使用した真空技術と、フィラメントを通電加熱しながら排気する仕組みの開発などの技術向上がみられる。さらにスワンは1883年にはフィラメントとして木綿を混酸（硫酸と硝酸）でニトロセルロース化し、酢酸で半溶解状態にして均一な線状に押し出す製造方法を発明した。
こうして初期には様々な電球開発が行われたが、電源、電力供給設備、器具材料が整っておらず、本格的な普及はトーマス・エジソンによる実用的な白熱電球が登場するまで普及しなかった。
トーマス・エジソンは1877年頃から電球の研究に着手し、電力供給に有利な高電圧でも使用できる高抵抗のフィラメントが必要と考えており、最初は白金線を使用していたがより安価なカーボンフィラメントの開発に転換した。エジソンは1879年10月19日に40時間の点灯に成功し、110V用と55V用の電球製造を開始したが、このフィラメントには日本の京都の竹（八幡竹）が使用された。電球の量産は1880年に電球製造会社（en:Edison Illuminating Company）で開始されたが、先立って1878年に「エジソン電灯会社」（The Edison Electric Light Company）を設立し電灯システムを事業化した。

### 改良
1880年代中頃以降、カーボンフィラメントに代わる新しい材料の開発が行われるようになった。
1897年、ドイツのヴァルター・ネルンスト（Hermann Walther Nernst）が金属酸化物のジルコニアとイットリアで作られた発光体を利用したネルンスト電球を発明した。
1898年にはオーストリアのカール・ヴェルスバッハ（Von Welsbach）がオスミウムを利用した最初の実用的な金属フィラメント電球であるオスミウム電球を発明した。また、1903年にはドイツのボルトン（W.Von Bolton）がタンタルを利用した金属フィラメント電球のタンタル電球を発明した。
アメリカでは1904年にGEのホイットニー（W.R. Whitney）がカーボンフィラメントの不純物を高温で除去したGEM（General Electric Metalized）フィラメントを開発し、ゼム（GEM）電球として主にアメリカで販売された。
フィラメントに理想の金属とされたのが融点が金属中最も高いタングステンで、1887年頃から検討されていたが成功しなかった。1904年にオーストリアのアレクサンダー・ユスト（Alexander Just） とフランツ・ハナマン（Franz Hanaman）が押線タングステンフィラメント（Pressed Tungsten Filament）を発明し、1906年以降商品化され、1907年にGEが特許権を購入した。